# Australian Open 2016 (gra podwójna na quadach)
Australian Open 2016 – gra podwójna na quadach – zawody deblowe na quadach, rozgrywane w ramach pierwszego w sezonie wielkoszlemowego turnieju tenisowego, Australian Open. Zmagania miały miejsce 28 stycznia na twardych kortach Melbourne Park w Melbourne.

## Zawodnicy rozstawieni
| Numer | Tenisiści                     | Osiągnięcie |
| ----- | ----------------------------- | ----------- |
| 01    | Lucas Sithole David Wagner    | zwycięstwo  |
| 02    | Dylan Alcott Andrew Lapthorne | finał       |

## Drabinka

#### Klucz
- w/o – walkower
- k – krecz
- d – dyskwalifikacja
- Q – kwalifikant
- WC – dzika karta
- LL – szczęśliwy przegrany
- Alt – zawodnik zastępczy
- PR – ochrona rankingu
- SE – specjalna przepustka
- ITF – ranking ITF
- JE – ranking juniorski

### Faza finałowa
|  |       |                               |   |   |  |
|  | Finał |                               |   |   |  |
|  |       |                               |   |   |  |
|  |       |                               |   |   |  |
|  |       |                               |   |   |  |
|  | 1     | Lucas Sithole David Wagner    | 6 | 6 |  |
|  | 1     | Lucas Sithole David Wagner    | 6 | 6 |  |
|  | 2     | Dylan Alcott Andrew Lapthorne | 1 | 3 |  |
|  | 2     | Dylan Alcott Andrew Lapthorne | 1 | 3 |  |
|  |       |                               |   |   |  |

## Pula nagród
| Runda     | Punkty |
| Zwycięzcy | 800    |
| Finaliści | 100    |